# 王瑛曾
王瑛曾（？—？），中國清朝官員，江蘇省常州府金匱縣人。
乾隆甲子舉人。乾隆二十五年八月由福建省福州府閩清縣知縣調任台灣府鳳山縣知縣。乾隆二十七年（1762年）接替何愷，擔任台灣縣知縣。